# Rosso scarlatto
Rosso scarlatto (The Delilah Complex) è un libro rosa scritto da M.J.Rose nel 2006, stampato nel 2007 nella collana Noir Extreme dalla Harlequin Mondadori.

## Trama
Betsy Young, una giornalista vincitrice di due premi Pulitzer, lavora al The New York Times, riceve una busta con delle fotografie di un uomo nudo, che riporta sotto la pianta dei piedi il numero 1 scritto in rosso, così decide di chiamare il detective Noah Jordain, che inizia le indagini vietando di pubblicare articoli senza il suo consenso. Allo stesso tempo una dottoressa di nome Morgan Snow, laureata in sessuologia, riceve un gruppo di donne, si presentano con nomi falsi e dicono di far parte di una società chiamata Scarlet Society e di conoscere la vittima. Le buste recapitate aumentano e così anche i numeri scritti sotto i piedi, l'unica cosa che sembrerebbe li faccia collegare è un piccolo simbolo anch'esso sotto i piedi. La polizia brancola nel buio, le sedute di ritrovo con la dottoressa aumentano assieme alle buste.
Alla fine succede una cosa che risolve l'enigma nelle indagini di Betsy Young e così, scopre dove si trovano gli uomini, sono nel seminterrato di una casa, si reca sul posto, scende e si accorge che gli uomini erano tutti drogati ma vivi, distratta ad esaminarli, arriva il colpevole che era Daphne (lo faceva perché era gelosa del marito che faceva parte anche lui della Scarlet Society), assieme al marito Nicky. Essendo in trappola Betsy convince Nicky ad aiutarla fino all'arrivo di Jordain che li arresta entrambi.

## Edizioni
- M.J.Rose, Rosso scarlatto, traduzione di Maria Gaetana Ferrari, collana I nuovi bestsellers Special, Harlequin Mondadori, 2007,  p. 318.